# San Mauro (Alvignano)
San Mauro is een plaats (frazione) in de Italiaanse gemeente Alvignano.

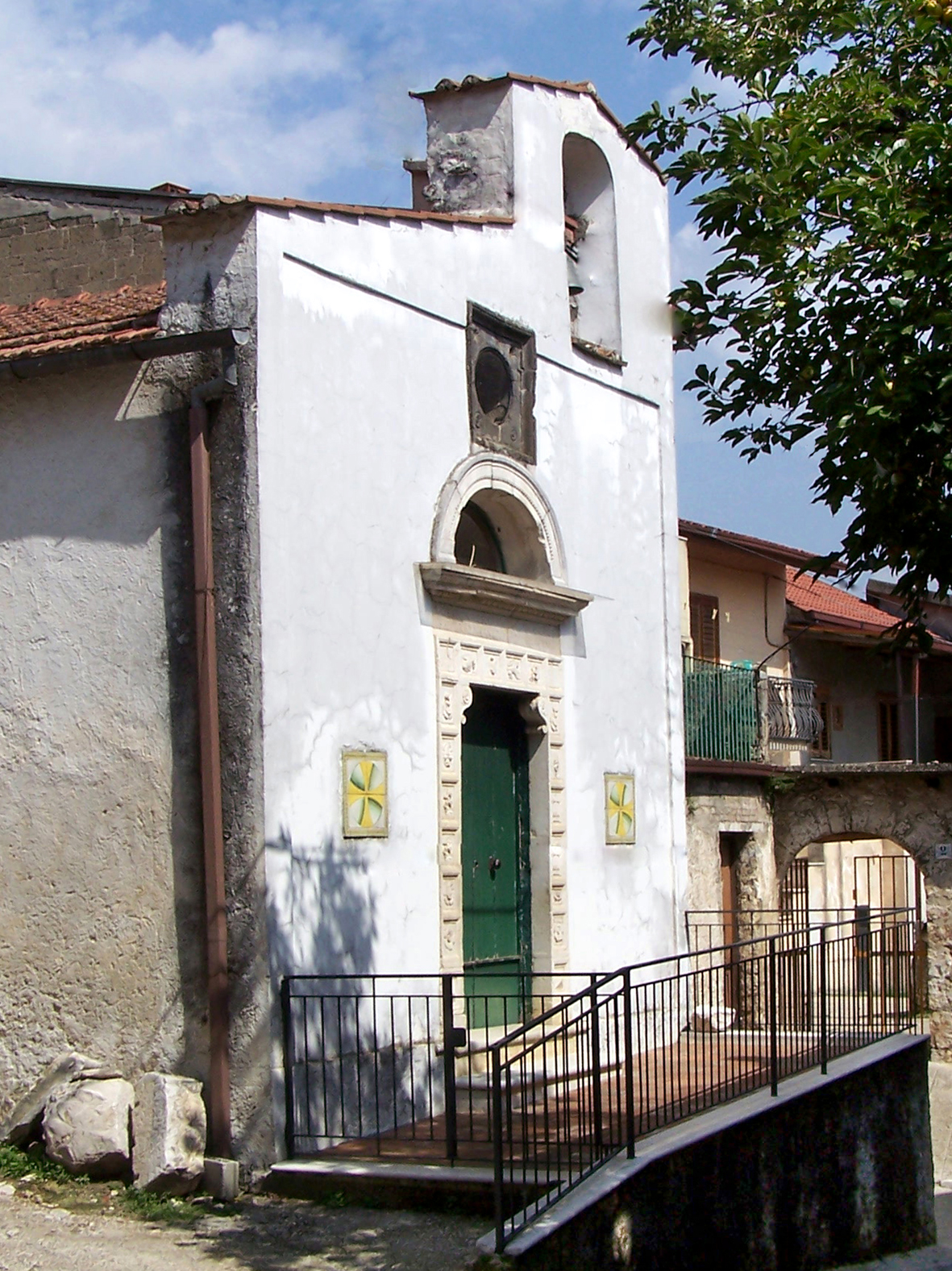
Santa Maria della Natività (San Mauro)